# Chouvigny
 Chouvigny  là một xã ở tỉnh Allier thuộc miền trung nước Pháp.